# Epidesma trita
Epidesma trita là một loài bướm đêm thuộc phân họ Arctiinae, họ Erebidae.